# Chris Philipps
Chris Philipps (Wiltz, 8 marzo 1994) è un calciatore lussemburghese, difensore del Wiltz 71 e della nazionale lussemburghese.

## Carriera

### Club
Dopo aver iniziato a giocare in Lussemburgo con l'Etzella Ettelbruck, nel 2007 Philipps viene notato dal Metz in occasione di una partita amichevole delle giovanili e quindi acquistato. Inserito nella squadra giovanile del Metz, firma il suo primo contratto da professionista con i francesi nel 2013.

### Nazionale
Ha giocato nelle nazionali giovanili lussemburghesi Under-17 ed Under-19.
Ha esordito con la nazionale Under-21 nella partita persa in casa per 4-1 contro l'Austria, giocata il 1º settembre 2011 e valida per le qualificazioni agli Europei 2013.
Il 29 febbraio 2012, l'allenatore della nazionale di calcio del Lussemburgo, Luc Holtz lo convoca per la sua prima partita in nazionale, contro la Macedonia di Pandev. La partita termina con un 2-1 per il Lussemburgo, secondo le statistiche della FIFA, il giovane giocatore finisce la partita con un 9, niente male per la prima convocazione.

## Palmarès

### Club

#### Competizioni nazionali
- Ligue 2: 1

Metz: 2013-2014
- Coppa di Polonia: 1

Legia Varsavia: 2017-2018
- Campionato polacco: 1

Legia Varsavia: 2017-2018